# Włodzimierz Boruński
Włodzimierz Boruński est un acteur de théâtre, de cinéma et de télévision polonais, né le 3 juillet 1906 à Łódź et mort le 10 avril 1988 à Varsovie.

## Filmographie sélective

### Au cinéma
- 1961 : Zaduszki - Goldapfel
- 1965 : Salto - Blumenfeld
- 1966 : Markiza de Pompadour (Court-métrage) - Kudlak, ex-fiancé de Krystyna
- 1966 : Niekochana - Sliwa, chef de Noemi
- 1973 : Zazdrosc i medycyna - Abraham Gold
- 1975 : La Terre de la grande promesse - Halpern
- 1975 : Zaklete rewiry - Editeur
- 1977 : Sprawa Gorgonowej - Birnbaum
- 1979 : Lekcja martwego jezyka - Roth, le receptionniste de l'hotel
- 1980 : Zamach stanu - Me Sterling
- 1980 : Levins Mühle - Oncle Dobid
- 1981 : Des endroits sensibles -
- 1982 : Dolina Issy -
- 1983 : Klakier - Gustawek
- 1984 : La Traque - Grand-père Ruth

### À la télévision
- 1975 : Le Personnel -
- 1974-1976 : Czterdziestolatek - (Série TV) voisin
- 1977 : Polskie drogi - (Série TV) Sommer
- 1978 : Lalka - (Série TV) Docteur Szuman, ami de Stanisław Wokulski
- 1980 : Królowa Bona - (Série TV) astrologue au Wawel
- 1982 : Hotel Polan und seine Gäste - (Série TV) Rabbi Cohen
- 1985 : Mrzonka - Monsieur B.

## Récompenses et distinctions
- Croix de chevalier dans l'Ordre Polonia Restituta - 1974